# Amaurobius galeritus
Amaurobius galeritus là một loài nhện trong họ Amaurobiidae.
Loài này thuộc chi Amaurobius. Amaurobius galeritus được miêu tả năm 1972 bởi Leech.